# Валентин-Гомес-Фариас
Валентин-Гомес-Фариас (исп. Valentín Gómez Farías) — город в Мексике, штат Чиуауа, входит в состав муниципалитета Гомес-Фариас, и является его административным центром. Численность населения, по данным переписи 2010 года, составила 5330 человек.

## Общие сведения
Название Valentín Gómez Farías дано в честь президента Мексики — Валентина Гомеса Фариаса.
Город был основан в 1928 году Уриэлем Маркесом под названием Ранчо-Нуэво (исп. Rancho Nuevo).